# Mogukorovski
Mogukorovski (del ruso: Могукоровский) es un jútor del raión de Krymsk del krai de Krasnodar, en Rusia. Está situado en los arrozales bañados por los distributarios del delta del Kubán, en la orilla izquierda del su curso principal, frente a Kolésnikov, 30 km al norte de Krymsk y 66 km al oeste de Krasnodar. Tenía 547 habitantes en 2010
Pertenece al municipio Troitskoye.